# Euphyia ralstonae
Euphyia ralstonae är en fjärilsart som beskrevs av Holloway 1977. Euphyia ralstonae ingår i släktet Euphyia och familjen mätare. Inga underarter finns listade i Catalogue of Life.